# Code 8 (pel·lícula de 2019)
Code 8 és una pel·lícula de ciència-ficció de superherois d'acció del 2019 escrita i dirigida per Jeff Chan, i protagonitzada per cosins Stephen i Robbie Amell. És una versió de llargmetratge del 2016 curtmetratge del mateix nom sobre un home amb habilitats sobrehumanes que treballa amb un grup de delinqüents per recaptar diners per ajudar la seva mare malalta.
Code 8 es va estrenar als cinemes el desembre de 2019, i Netflix el va llançar en streaming l'abril de 2020.
La seqüela de la pel·lícula, Code 8: Part II, es va estrenar a Netflix el 28 de febrer de 2024. Robbie i Stephen Amell, així com Aaron Abrams i Alex Mallari Jr., repeteixen els papers en la seva seqüela.

## Argument
A principis del segle xx, el públic pren consciència de persones amb habilitats sobrehumanes, conegudes com a poders, el que va provocar que el govern aprovi una llei que obliga a tothom a registrar les seves habilitats. Encara que inicialment són populars entre la força de treball, quan comença la Tercera Revolució Industrial, els poders es veuen marginats.
Un sindicat del crim conegut com el Trust ha inundat els carrers amb una droga addictiva anomenada Psyke, feta a partir del líquid espinal dels poders traficats. Els departaments de policia comencen a utilitzar robots desplegats amb drons, anomenats Guardians, i programari de reconeixement facial per combatre els delictes relacionats amb el poder mentre es debat una prohibició de poders a tota la ciutat.
Connor Reed, un Electric ("electrocinètic") de 26 anys té cura de la seva mare, Mary, una crio ("criocinètica"), l'afecte de la qual li impedeix controlar els seus poders. No es poden permetre el tractament. En Connor s'aconsegueix treballant com a jornaler no registrat al costat d'altres amb poders. En altres llocs de la ciutat, els detectius Park i Davis duen a terme una incursió de drogues en un complex d'apartaments propietat del senyor del crim Marcus Sutcliffe, l'agent local de Trust i un Reader (lector mental).
En Garrett, subaltern de Marcus i un TK (telequinetic), i la seva tripulació s'acosten a Connor per a una feina, que resulta ser un robatori. En Connor es presenta a en Marcus i coneix la Nia, l'aparent xicota d'en Marcus. Park i Davis arriben a l'escena del robatori l'endemà i determinen que Marcus està desesperat per obtenir ingressos.
Garrett recluta Connor per a més feines mentre l'entrena per maximitzar les seves habilitats i accepta ajudar-lo a guanyar prou diners per rebre el tractament de Mary. En Connor s'apropa a la tripulació de Garrett: Freddie, un Brawn mut (superfort), i Maddy, un Pyro (pirocinètic).
Marcus fa robar a la tripulació un banc per retornar al Trust, però la volta només conté una desena part dels diners que esperaven. L'assassí de Wesley Shifter (modificador), Copperhead, intenta matar en Marcus per no fer honor al seu deute, però el guardaespatlles de Marcus, Rhino, un Brawn amb pell a prova de bales, la mata. La Nia li revela a Connor que és una sanadora, i només es queda amb Marcus per alleujar els efectes de la seva addicció psicològica i pagar el deute del seu pare empresonat.
L'estat de Mary empitjora i els metges li diuen a Connor que han d'operar aviat per salvar-la. Park i Davis porten a Connor per ser interrogat. Davis vol plantar proves i coaccionar-lo perquè informi. Park el deixa anar per falta de proves.
Quan Connor és alliberat, va a en Garrett i suggereix que roben un transport Psyke confiscat per la policia, cosa que els suposarà 10 milions de dòlars. Porten la idea a Marcus, on Connor demana que la Nia curi a Mary com a pagament, mentre que Garrett vol ser soci igual amb Marcus.
El dia del atrac, la tripulació bloqueja el transport dins d'una zona d'exclusió aèria, evitant la seguretat dels drons que porten Guardians. Tot i que aconsegueixen recuperar el Psyke de manera no letal, els homes de Marcus executen els agents de policia i els traeixen. Maten en Maddy i feren mortalment en Freddie, mentre que Rhino fuig amb les drogues. En Connor li diu a Garrett que Marcus els va emmarcar a causa de les demandes de Garrett, i se separen.
En Connor es posa en contacte amb Park i ofereix l'amagatall d'en Marcus. Els policies hi assalten mentre Connor i Garrett s'uneixen per lluitar i matar tant en Rhino com en Marcus. Garrett agafa el Psyke i anima en Connor a aconseguir la Nia. Li suplica a Connor que la deixi anar, ja que les seves habilitats l'obliguen a assumir la lesió o la malaltia. Porta la Nia a l'hospital a punta de pistola per curar la seva mare, però canvia d'opinió després de tenir un flashback. Mary mor poc després.
En Connor li dóna a Nia el seu camió per sortir de la ciutat, mentre que Garrett lliura el Psyke a Wesley i es fa càrrec del comerç de drogues per al Trust a Lincoln City. En Connor visita la tomba de la seva mare abans que ell fugi, mentre que la Nia té una visita plorosa amb el seu pare. Mentrestant, s'està votant la prohibició dels poders, mentre que Park accepta un premi de mala gana.

## Repartiment
- Robbie Amell com a Connor Reed
- Stephen Amell com a Garrett Kelton
- Sung Kang com a oficial Park
- Kari Matchett com a Mary Reed
- Greg Bryk com a Marcus Sutcliffe
- Aaron Abrams com a oficial Davis
- Kyla Kane com a Nia
- Laysla De Oliveira com a Maddy
- Vlad Alexis com a Freddie
- Peter Outerbridge com Wesley Cumbo
- Shaun Benson com a Dixon
- Martin Roach com el capità Milltown
- Alex Mallari Jr. com a Kingston
- Ess Hödlmoser com a Copperhead
- Jeff Sinasac com a oficial Kuwabara

## Producció
El 2016, Robbie i Stephen Amell van estrenar un curtmetratge, Code 8, que va actuar com a teaser per a un potencial llargmetratge. Una campanya de recaptació de fons d'Indiegogo demanant 200.000 dòlars es va llançar el 23 de març i va arribar als 2,4 milions de dòlars el 24 d'abril. La recaptació de fons es va tancar amb 3,4 milions de dòlars el 31 de desembre de 2019, amb la campanya continuada ajudant a recuperar els costos de premsa de DVD i la distribució als col·laboradors d'avantatges, vestuari i accessoris de la producció. Un segment de quatre minuts dels crèdits de tancament de la pel·lícula mostra una llista només d'alguns dels 30.810 col·laboradors a la campanya de recaptació de fons.
El primer anunci de repartiment addicional va arribar el 12 de juny de 2017, quan Laysla De Oliveira es va unir.
La fotografia principal va començar l'1 de juny de 2017, a Toronto.
Ryan Taubert va compondre la banda sonora de la pel·lícula, i Sony Masterworks va llançar la banda sonora.

## Alliberament
El 9 de febrer de 2017, durant el Festival Internacional de Cinema de Berlín, XYZ Films va adquirir els drets de venda internacional de la pel·lícula.
La pel·lícula es va estrenar a les sales de cinema al Canadà el 6 de desembre de 2019 i als Estats Units el 13 de desembre; el seu llançament en streaming a Netflix va seguir l'11 d'abril de 2020.

## Recepció
Al lloc web de l'agregador de ressenyes Rotten Tomatoes, el 81% de les crítiques de 21 crítiques són positives, amb una valoració mitjana de 6,2/10. Metacritic, que utilitza una mitjana ponderada, va assignar a la pel·lícula una puntuació de 48 sobre 100, basada en cinc crítics, indicant crítiques "mixtes o mitjanes"
Dennis Harvey de Variety va trobar que el Code 8 finançat col·lectivament, era un "esforç de gènere sòlid" que "és enginyós i polit amb un pressupost ajustat". Va assenyalar algunes limitacions, per exemple un guió que "acumula molts personatges i complicacions sense gaire temps per acabar amb la personalitat distintiva", no prou humor per transcendir el "tòpic sentimental" d'una mare que necessita tractament mèdic, i una "manca d'elements estilísticament atrevits en les seqüències d'acció competents". No obstant això, va pensar que la pel·lícula era una "mescla ben elaborada de melodrama criminal i fantasia" amb actuacions "generalment fortes" dels seus actors i efectes visuals que "presenten un futur proper plausible", i que aquesta característica representa un "salt impressionant en escala" de la pel·lícula debut de Chan el 2014.
Noel Murray de Los Angeles Times va escriure que si bé la pel·lícula havia estat "clarament feta amb passió i intel·ligència", les "idees superen l'acció" i era feta "sense el tipus de cremallera que exigeix aquest tipus d'història".
L'abril de 2020, la pel·lícula va aparèixer a la llista dels 10 millors Netflix dels Estats Units.

## Futur

### Sèrie spin-off
El desembre de 2019, es va anunciar que s'estaria desenvolupant una sèrie derivada de forma curta a Quibi, protagonitzada per Robbie i Stephen Amell, escrita per Chris Pare i dirigida per Jeff Chan. Després de l'anunci que Quibi es cancel·lava, la sèrie va quedar en els llimbs.

### Seqüela
El juny de 2021, Robbie i Stephen Amell van repetir els seus papers a la pel·lícula seqüela que es va estrenar el 2024. Netflix a adquirir els drets globals de la pel·lícula.